# Neuilly-le-Dien
Neuilly-le-Dien – miejscowość i gmina we Francji, w regionie Hauts-de-France, w departamencie Somma.
Według danych na rok 2011 gminę zamieszkiwało 97 osób, a gęstość zaludnienia wynosiła 20 osób/km² (wśród 2293 gmin Pikardii Neuilly-le-Dien plasuje się na 894. miejscu pod względem liczby ludności, natomiast pod względem powierzchni na miejscu 884.).